# جینتس
جینتس (به فرانسوی: Jeantes) یک کمون (فرانسه) در فرانسه است که در ان (ا-دو-فرانس) واقع شده‌است. جینتس ۱۵٫۶۱ کیلومتر مربع مساحت دارد ۲۰۰ متر بالاتر از سطح دریا واقع شده‌است.